# Longwan Shuiku
Longwan Shuiku (kinesiska: 龙湾水库) är en reservoar i Kina. Den ligger i provinsen Liaoning, i den nordöstra delen av landet, omkring 110 kilometer väster om provinshuvudstaden Shenyang. Longwan Shuiku ligger 48 meter över havet. Arean är 4,3 kvadratkilometer. Trakten runt Longwan Shuiku består till största delen av jordbruksmark. Den sträcker sig 5,0 kilometer i nord-sydlig riktning, och 2,3 kilometer i öst-västlig riktning.
Genomsnittlig årsnederbörd är 847 millimeter. Den regnigaste månaden är juli, med i genomsnitt 199 mm nederbörd, och den torraste är januari, med 7 mm nederbörd.